# 4月6日 (旧暦)
旧暦4月6日（きゅうれきしがつむいか）は旧暦4月の6日目である。六曜は先負である。

## できごと
- 章武元年（ユリウス暦221年5月14日） - 劉備が皇帝に即位[1]。蜀が成立
- 安政元年（グレゴリオ暦1854年5月2日） - 佐久間象山が門人・吉田松陰の米国密航未遂に連坐して下獄

## 忌日
- 正慶5年/延元元年（ユリウス暦1336年5月17日） - 後伏見天皇、93代天皇（* 1288年）
- 正平15年/延文5年（ユリウス暦1360年4月21日） - 洞院公賢、太政大臣・有職故実学者（* 1291年）
- 天文3年（ユリウス暦1534年5月18日） - 里見義豊、戦国大名
- 永禄4年（ユリウス暦1561年5月29日） - 正木時茂、戦国武将・里見氏重臣。
- 文政6年（グレゴリオ暦1823年5月16日） - 大田南畝、戯作者（* 1749年）
- 慶応4年（グレゴリオ暦1868年5月27日）[2] - 小栗忠順、幕臣 （* 1827年）